# Carl Giesecke (Ingenieur)
Carl Giesecke (* 18. Januar 1854 in Grund; † 6. Juli 1938 in Bad Harzburg) war ein deutscher Ingenieur und Unternehmer.

## Leben und Werk
Giesecke trat Anfang der 1880er Jahre in die Carlshütte AG in Delligsen ein. Anfang der 1890er Jahre warb ihn der Braunschweiger Fabrikbesitzer Hugo Luther für seine Maschinenfabrik und Mühlenbauanstalt G. Luther ab. Giesecke schied aus diesem Unternehmen aus, um in Braunschweig am 1. Januar 1895 mit seinen ehemaligen Arbeitskollegen Ernst Amme und Julius Konegen die Mühlenbauanstalt Amme, Giesecke & Konegen (AGK) zu gründen. Er war Leiter der Abteilung für den Bau von Zementfabriken, bevor er 1912 in den Ruhestand trat. Er gründete eine Stiftung zur Förderung junger Unternehmensangehöriger. Im Jahre 1915 zog er nach Bad Harzburg, wo er an den Planungen für ein Wasser- und ein Elektrizitätswerk mitarbeitete, und starb dort 1938.
Carl Giesecke war Mitglied des Vereins Deutscher Ingenieure (VDI) und des Braunschweiger Bezirksvereins des VDI. Nach ihm ist die Carl-Giesecke-Straße in Braunschweig benannt.